# Johann Wilhelm Wolfgang Breithaupt
Johann Wilhelm Wolfgang Breithaupt (* 22. November 1738 in Helmstedt; † 29. November 1818 in Braunschweig) war ein deutscher evangelischer Theologe und Lieddichter.

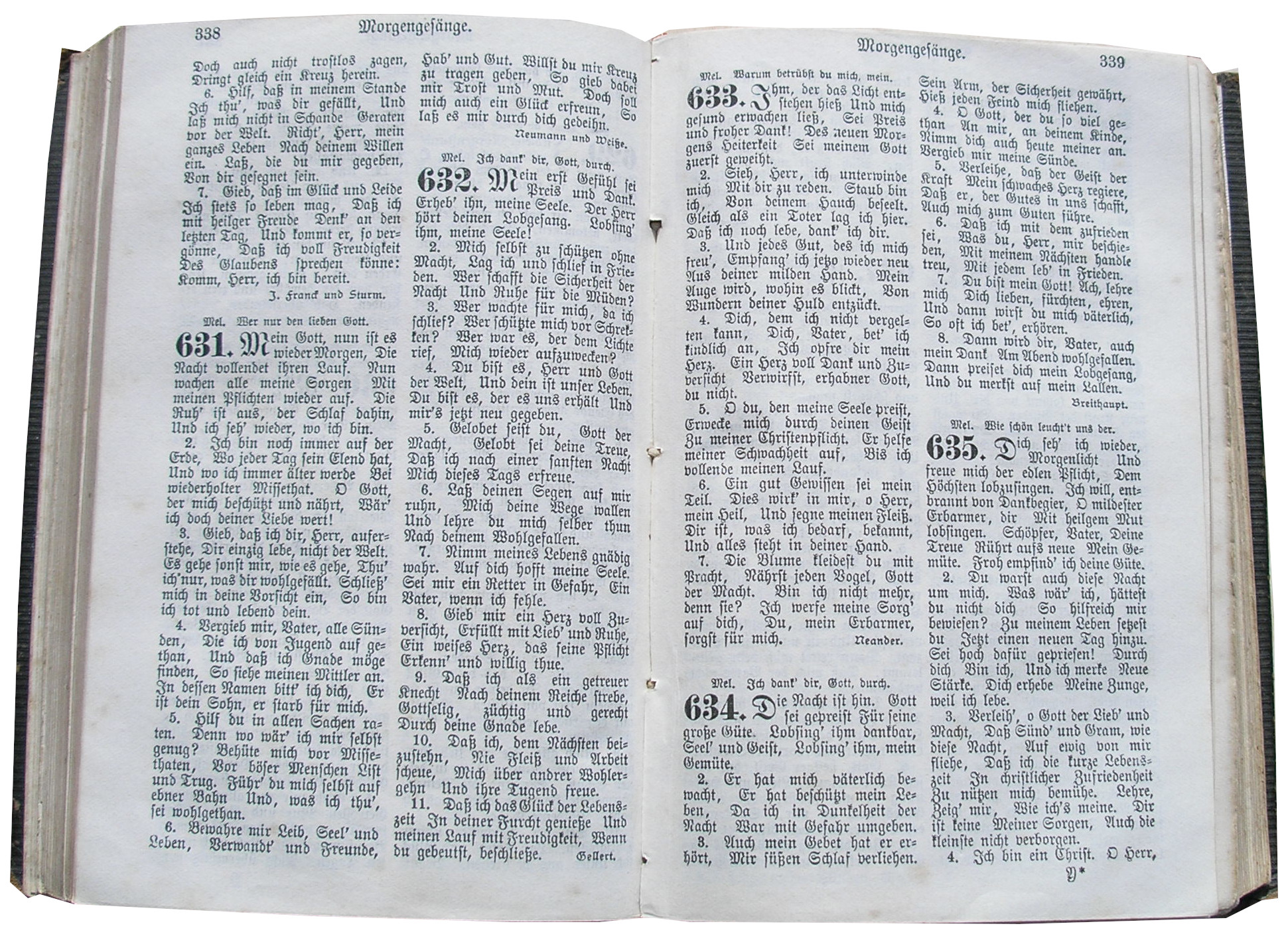
Die Nacht ist hin,
Kirchenlied Nr. 634 im Neuen Braunschweigischen Gesangbuch, Text Breithaupt

## Leben
Breithaupt, Sohn eines Helmstedter Predigers, wurde 1772 Diaconus in Clausthal, 1776 Pastor an der Braunschweiger Martinikirche und 1786 zusätzlich Superintendent der Inspektion Querum. Bekannt wurde er auch durch sein öffentliches Eintreten für die Existenz eines personhaften Teufels gegenüber seinem aufgeklärten Kollegen August Christian Bartels.

## Schriften
Breithaupt veröffentlichte unter anderem:
- Heilige Lieder. 1.–3. Sammlung, Hemmerde, Halle 1767–1771 (von denen mehrere ins braunschweigische Gesangbuch aufgenommen wurden) OCLC 311464441 Band 1, OCLC 311464459Band 2, OCLC 311464468 Band 3.
- Von der Unsterblichkeit und dem Zustande der Seele nach dem Tode. Hemmerde, Halle 1771, OCLC 165976933.
- Heilige Reden nach den Grundsätzen des Christentums. Meyer, Braunschweig 1777, OCLC 257903259.
- Unterricht in der Religion nach den Grundsätzen des wahren Christenthums. 1778.
- Von dem Vernunftmäßigen in dem, was die Bibel von den heiligen Engeln erzählt. 2. Aufl. 1788.
- Etwas über die Versuchung Christi in der Wüste. 1788.
- mit August Christian Bartels: Collegialische Antwort auf die collegialische Zuschrift des Herrn Pastor Bartels. 1788, OCLC 741011586.
- Erbauliche Betrachtung der Erde. Meyer, Braunschweig 1806, OCLC 258081587.
- Gedächtnispredigt auf Friedrich Wilhelm Herzog von Braunschweig. Späth, Berlin 1816, OCLC 258081950.
- mehrere Predigtsammlungen und einzelne Predigten.